# 拉尔斯·施廷德尔
拉尔斯·施廷德尔（德語：Lars Stindl，1988年8月26日—）是一名德國足球運動員，擔任進攻中場或輔鋒，現時效力德乙球會卡爾斯魯厄   。

## 生涯
史甸度的職業生涯始於卡爾斯魯厄，他於2008年3月15日首次代表球會上陣德甲賽事，在81分鐘替補上場。2009年史甸度隨同球隊降班轉戰德乙，於2010年季後約滿的史甸度決定不續約離隊，柏林赫塔及法蘭克福均表示有意引進，但最終他選擇加盟漢諾威96。
2015年夏天门兴格拉德巴赫俱乐部宣布买下汉诺威96队长拉尔斯·施廷德尔，转会费300万欧元。

## 國家隊生涯
2017年施廷德爾隨德國隊贏得2017年洲際國家盃，並以3球與隊友蒂莫·维尔纳及隊長尤利安·德拉克斯勒成為神射手，在決賽中一箭定江山擊敗智利奪冠。2018年初因受傷而緣盡2018世界盃。

## 榮譽

### 俱樂部
德國
- 国际足联联合会杯冠軍：2017年

### 個人
- 国际足联联合会杯銀靴獎：2017年
- 德甲當月最佳球員：2020年12月[4]

## 外部連結
- Soccerway資料庫：拉尔斯·施廷德尔
- Fussballdaten.de 史甸度檔案 （页面存档备份，存于） （德文）